# 藏绿村
藏绿村为位于中国浙江省绍兴诸暨市五泄镇的一个周姓聚居村落，现为行政村十四都村下的自然村。村落始建于明正德年间，其周氏先祖自余姚浒山迁入，为杨家楼杨氏管理山庄，其后代先后析居于麻车坞、后坞、塘树坞、树头坞、洋三里坞和斗家坞等相邻的六个山坞，子孙繁衍，渐成村落，统称上六坞，清乾隆时改称藏绿坞，后简称藏绿。村中主要古建筑有周氏宗祠（萃亲堂）、马鞍山古民居、霞塘庙和藏绿井等。